# Cecilia Deganutti
Cecilia Giovanna Rita Deganutti (Udine, 26 d'octubre de 1914 – Trieste, 4 d'abril de 1945) fou una mestra friülesa que durant la Segona Guerra Mundial treballà per a la Creu Roja en la cura dels presoners italians a Alemanya.
Quan tornà al Friül entrà a formar part dels partisans de la Brigada Osôf. Capturada pels nazis, fou salvatgement torturada i posteriorment assassinada i cremada al forn crematori de Risiere di San Sabba a Trieste. La República d'Itàlia li va donar la medalla a la Resistència.